# Hirohisa Fujii
Pour les articles homonymes, voir Fujii.
Hirohisa Fujii (藤井 裕久, Fujii Hirohisa), né le 24 juin 1932 à Tōkyō et mort le 10 juillet 2022 dans la même ville, est un homme politique japonais, membre du Parti démocrate du Japon (PDJ) depuis 2003 après avoir milité successivement au Parti libéral-démocrate (PLD) jusqu'en 1993, au Shinseitō de 1993 à 1994, au Shinshintō de 1994 à 1997 et au Parti libéral de 1997 à 2003. 
Il est membre de la Diète du Japon, le parlement national, de 1977 à 1986, de 1990 à 2005 et de 2007 à 2012. Il est d'abord élu à la Chambre des conseillers, la chambre haute, de 1977 à 1983 pour la circonscription nationale. Il est ensuite député à la Chambre des représentants, la chambre basse, successivement pour l'ancien 3e district (de 1990 à 1996) puis pour la nouvelle 14e circonscription (de 1996 à 2005) de la préfecture de Kanagawa, puis à la proportionnelle pour le bloc du Sud Kantō de 2007 à 2012. Il est ministre du Trésor (ancien nom du ministre chargé des affaires financières au Japon) dans les 79e et 80e Cabinets du Japon, dirigés respectivement par Morihiro Hosokawa et Tsutomu Hata, du 9 août 1993 au 30 juin 1994, puis ministre des Finances dans le 93e Cabinet du Japon, mené par Yukio Hatoyama, du 16 septembre 2009 au 7 janvier 2010.

## Formation et carrière de haut fonctionnaire du Trésor
Hirohisa Fujii est le troisième enfant sur quatre et deuxième fils d'un médecin originaire de Fukuyama dans la préfecture de Hiroshima, diplômé de la faculté de médecine de l'université impériale de Tokyo. D'avril 1936 jusqu'à mars 1951, il fait l'ensemble de sa scolarité au sein des établissements (maternelle de 1936 à 1939, primaire de 1939 à 1945, collège de 1945 à 1948 et lycée de 1948 à 1951) associés à l'École normale supérieure pour femmes de Tokyo (devenue en 1949 l'Université d'éducation de Tokyo et aujourd'hui la faculté de sciences de l'éducation de l'université de Tsukuba) à Ōtsuka dans l'ancien arrondissement de Koishikawa (qui s'est fondu en 1947 dans Bunkyō). Durant la campagne de bombardements de Tokyo menée par l'US Air Force à la fin de la Seconde Guerre mondiale (surtout au début de l'année 1945), il est évacué de la capitale (comme tous les enfants de la ville) vers le village de Kumegawa (aujourd'hui partie de la ville de Higashimurayama au nord des collines de Tama). Après sa sortie du lycée en mars 1951, il intègre le mois suivant la faculté de droit de l'université de Tokyo et en sort diplômé en mars 1955 d'un Bachelor of Laws (法学士, Hōgakushi). Jouant au baseball depuis le collège, il sert dans les équipes scolaires et universitaires (et donc dans celle de Tōdai qui fait partie du groupe des Tōkyō 6, réunissant les équipes des six plus grandes universités de Tokyo) principalement en tant que receveur.
Un mois après avoir obtenu son diplôme, en avril 1955, il entame une carrière de près de vingt ans au ministère du Trésor (ou ministère des Finances), et lui et son épouse, Shōko, se marient en juin 1957. Basé à Tōkyō dans un premier temps, il est directeur du bureau des impôts de la ville de Fujisawa dans la préfecture de Kanagawa de juillet 1962 à 1965. Il intègre ensuite le bureau du Budget comme inspecteur des Finances, en étant chargé tour à tour des comptes des ministères des Affaires étrangères, du Commerce international et de l'Industrie ou encore de celui de la Santé et des Affaires sociales. Il travaille ainsi sur des sujets allant de la coopération économique (et voyage ainsi beaucoup à l'étranger) à la sécurité sociale (il est notamment l'une des chevilles ouvrières du « plan sur le long terme pour une grande sécurité sociale » en 1970) en passant par le soutien de l'État aux PME. Il travaille à cette époque sous les ordres d'Iichirō Hatoyama, fils de l'ancien Premier ministre Ichirō Hatoyama (et père du futur chef du gouvernement japonais Yukio Hatoyama), qui est le directeur général du bureau du budget de 1968 à 1971. Hirohisa Fujii va garder par la suite un fort lien avec Iichirō Hatoyama, qui sera son mentor en politique, et sa très influente famille. 
Il quitte momentanément le ministère de juillet 1971 à août 1974 pour connaître sa première réelle expérience dans le monde politique, et sert ainsi de collaborateur aux Secrétaires généraux du Cabinet successifs durant cette période : Noboru Takeshita dans le troisième et dernier d'Eisaku Satō de juillet 1971 à juillet 1972, puis Susumu Nikaidō dans le premier et le second gouvernement de Kakuei Tanaka de juillet 1972 à août 1974. De retour ensuite au bureau du Budget au ministère du Trésor, il supervise cette fois-ci les finances publiques liées à l'aménagement du territoire, à l'environnement, à la justice, aux finances locales et aux opérations de vente, soit la responsabilité d'un budget de près de six billions de yens. Il prend sa retraite de la fonction publique en 1976 pour se lancer en politique. 

## Les débuts en politique

### À la Chambre des Conseillers
Il est poussé à entrer dans la bataille politique par son ancien directeur au bureau du budget, Iichirō Hatoyama, devenu depuis parlementaire à la Chambre des conseillers (de 1974 à 1992) ainsi que ministre des Affaires étrangères dans le gouvernement de Takeo Fukuda (de décembre 1976 à novembre 1977). Il se présente ainsi avec l'étiquette du Parti libéral-démocrate (PLD), grand parti conservateur au pouvoir sans discontinuer depuis sa création en 1955, lors du renouvellement de la moitié de la chambre haute de la Diète du 10 juillet 1977, pour l'un des 50 sièges à pourvoir au vote unique non transférable dans la circonscription nationale (correspondant à l'ensemble du Japon). Il doit donc parcourir tout le Japon pendant sa campagne pour se faire connaître, et bénéficie du soutien logistique et humain, via Hatoyama mais aussi grâce aux anciens ministres dont il fut le collaborateur Noboru Takeshita et Susumu Nikaidō, tant de la puissante faction du « Club du Jeudi » (木曜クラブ, Mokuyō kurabu) de l'ancien Premier ministre Kakuei Tanaka (dont Takeshita et Nikaidō sont membres, tandis que Hatoyama entretient de bonnes relations avec Tanaka même s'il appartient, par tradition familiale, à un groupe qui lui est opposé) que de sa principale rivale, la « Camaraderie pour un nouveau gouvernement » (新政同志会, Shinsei dōshikai) de Yasuhiro Nakasone (à laquelle Hatoyama appartient, s'agissant du groupe héritier du combat politique de son père). Le jour du scrutin, il obtient le 45e score sur 102 candidats, avec 655 496,931 voix (soit 1,22 % des suffrages exprimés), et est donc élu.
Au PLD, il devient membre du « Club du Jeudi » de Tanaka, tout en restant toujours proche d'Iichirō Hatoyama. Il reste surtout à la Diète un spécialiste des questions budgétaires et financières, et obtient sa première fonction gouvernementale, sans toutefois être membre du Cabinet, en tant que vice-ministre parlementaire auprès du ministre du Trésor Michio Watanabe dans l'administration de Zenkō Suzuki du 27 mai au 22 décembre 1981,. Il est réélu à la Chambre des conseillers le 26 juin 1983, toujours dans la circonscription nationale mais désormais à la proportionnelle de liste (qui remplace ainsi pour la première fois le vote unique non transférable à la suite de la réforme électorale de 1980), en 19e position sur celle du PLD menée par Masatoshi Tokunaga, qui a obtenu 35,33 % des suffrages et tout juste 19 sièges sur les 50 à pourvoir. Hirohisa Fujii prend ensuite la présidence de la Commission du Trésor de la chambre haute, du 8 août 1984 au 24 juin 1985.

### Premières tentatives à la Chambre des représentants: échec puis réussite
Il démissionne le 2 juin 1986 de la Chambre des conseillers pour se porter candidat aux élections législatives du 6 juillet suivant dans l'ancien 3e district électoral de Kanagawa (correspondant au centre et au nord de la préfecture). Circonscription réputée difficile pour le PLD, le parti n'y avait jusqu'alors investi qu'un seul candidat depuis 1976 (Masamichi Tozawa) et n'y a plus de député depuis 1983. Pourtant, avec la création d'un siège supplémentaire pour ce district (quatre au lieu de trois auparavant, au vote unique non transférable), il décide cette fois d'y avancer un deuxième nom en plus de Tozawa. Hirohisa Fujii est battu, arrivant en cinquième position sur six candidats, avec 95 331 voix et 14,08 % des suffrages, avec plus de 26 000 votes de moins que Tozawa qui est élu en quatrième place. 
Il doit attendre les élections suivantes, le 18 février 1990, pour être finalement élu de justesse, avec le quatrième score soit 113 661 voix et 14,38 % des suffrages, et seulement 7 000 votes d'avance sur Masamichi Tozawa. De retour à la Diète, il rejoint le « Groupe d'études d'Heisei » (平成研究会, Heisei Kenkyūkai) ou Heiseikai (平成会), faction fondée en 1987 par Noboru Takeshita en regroupant l'essentiel de l'ancien « Club du Jeudi », et se rapproche en son sein du secrétaire général du parti de l'époque Ichirō Ozawa qui milite pour un renouveau générationnel et idéologique de type néolibéral de la majorité. En décembre 1992, ce dernier est battu par Keizō Obuchi à la présidence de la faction et décide par conséquent avec Tsutomu Hata et quarante et un autres parlementaires (trente-trois députés, dont Hirohisa Fujii, et huit conseillers) de faire dissidence. Ils créent le 18 décembre 1992 leur propre groupe de pression à l'intérieur du PLD, le « Forum Réforme 21 » (改革 フォーラム 21, Kaikaku fōramu ni-jū-ichi). Le premier pas est fait vers un départ pur et simple du parti majoritaire. Il retrouve toutefois d'importantes responsabilités parlementaires, puisqu'il est président de la très importante Commission du Trésor de la Chambre des représentants, du 22 janvier à la dissolution du 18 juin 1993.

## La succession des partis

### La dissidence du PLD
Le 18 juin 1993, Hirohisa Fujii suit, comme tous les membres du « Forum Réforme 21 » (à l'exception d'un absent, Morio Kimura, qui a soutenu toutefois l'action de ses compagnons de faction), la directive d'Ozawa et Hata de voter la motion de censure déposée par le Parti socialiste japonais (PSJ) pour protester contre le projet de réforme électorale proposée par le gouvernement PLD de Kiichi Miyazawa (comprenant notamment le passage à un scrutin uninominal majoritaire à un tour intégral, l'opposition et de nombreux membres de la majorité, dont Ozawa et ses partisans, préférant au contraire introduire une dose plus ou moins élevée de proportionnelle), contribuant ainsi à son adoption par 255 voix contre 220 à la Chambre des représentants et donc à la chute de la majorité et la convocation d'élections législatives anticipées pour le 18 juillet suivant. À la suite de cela, l'ensemble du « Forum Réforme 21 » quitte le PLD et forme le 23 juin un parti politique néolibéral, le Parti de la Renaissance (新生党, Shinseitō), avec Hata comme président et Ozawa comme secrétaire général.
Aux législatives du 18 juillet 1993, Hirohisa Fujii est réélu en obtenant cette fois la première place avec 132 236 voix, ou 16,69 % des suffrages. Le Shinseitō, fort au total de 10,1 % des voix et de 55 sièges sur 511, devient la troisième force politique du Japon derrière le PLD et le PSJ, et devient l'un des piliers d'une coalition anti-conservatrice et anti-communiste formée avec six autres partis (dont les opposants de longue date comme les socialistes, le Kōmeitō, les démocrates socialistes et les sociaux-démocrates, mais aussi d'autres dissidents du PLD dont le progressiste Nouveau Parti pionnier, dit aussi Nouveau parti Sakigake ou NPS, et les conservateurs modérés du Nouveau parti du Japon), mettant fin à 38 ans de domination sans interruption des libéraux-démocrates.

### Ministre du Trésor des gouvernements «anti-PLD»
Le président du NPJ Morihiro Hosokawa forme le premier gouvernement de cette nouvelle majorité le 9 août 1993, et offre à Hirohisa Fujii sa première responsabilité au sein du Cabinet en tant que ministre du Trésor. À ce poste, il est l'un des participants aux négociations difficiles avec l'administration du président des États-Unis Bill Clinton, et plus particulièrement avec son homologue américain Lloyd Bentsen, au sujet du différend commercial opposant les deux pays (Washington jugeant les efforts réalisés par Tōkyō pour ouvrir son marché et ainsi respecter un accord conclu en juillet 1993 insuffisants, et souhaitant que celui-ci aille plus loin avec des engagements chiffrés par secteur, afin de réduire son déficit commercial avec le Japon qui s'élevait à presque 60 milliards de dollars américains en 1993),,. 
Confronté ainsi aux pressions américaines en faveur d'une augmentation des importations du Japon et à une hausse du yen par rapport au dollar qui fragilise les exportations, il est chargé également de trouver des solutions à la crise dans laquelle le pays est plongé depuis l'éclatement de la bulle spéculative japonaise en 1990. Il s'agit pour lui de rendre l'économie moins dépendante du commerce extérieur en renforçant le marché intérieur et donc la consommation, sans réellement envisager de rupture totale avec les politiques précédemment menées par le PLD notamment en matière de contrôle budgétaire, puisqu'il s'oppose à toute réduction d'impôts qui ne serait pas suivie par la création ou l'augmentation d'autres sources de revenus (notamment de la taxe sur la consommation) et à l'émission trop importante des obligations d'État. Il envisage donc dès son entrée en fonction la mise en place d'un plan de relance comprenant des incitations fiscales en faveur du logement ou des investissements des entreprises et une augmentation modérée des moyens engagés dans les travaux publics, mais, tout en étant favorable à une réduction fiscale malgré la forte opposition sur ce point des fonctionnaires de son ministère, exclut une baisse rapide de l'impôt sur le revenu telle que défendue par plusieurs partis de la coalition durant la campagne,,. 
Il défend ainsi le principe d'une certaine rigueur budgétaire, tandis que le caractère hétéroclite de la coalition gouvernementale retarde toute décision. Après avoir annoncé le 3 février 1994 un plan ambitieux de 135 milliards de dollars américains prévoyant surtout une baisse d'impôts permanente de cinquante-cinq milliards (quarante-neuf milliards de l'impôt annuel sur le revenu, soit en moyenne environ 1 100 $ en moins par foyer) rétroactive au 1er janvier et la transformation de la taxe de 3 % sur la consommation en une taxe sur la valeur ajoutée de 7 % d'ici mars 1997, le Premier ministre Morihiro Hosokawa doit se rétracter dès le lendemain face à la forte opposition du PSJ quant à la hausse de la taxe sur la consommation et les fonds injectés dans les travaux publics qu'ils jugent insuffisants. La majorité finit par aboutir à un compromis en faveur des socialistes le 8 février suivant, avec un montant total de 144 milliards de dollars américains (six billions de yens) avec une réduction des impôts prévus uniquement pour 1994 et l'abandon de la réforme de la taxe sur la consommation. Hirohisa Fujii exprime lui-même des doutes face à ce plan de relance, qui selon lui pourrait être déstabilisé si le yen restait à un niveau élevé. 
Ce paquet est finalement voté le 15 février en même temps qu'est introduit au Parlement un budget austère préparé par Fujii pour l'année fiscale 1994 de 731 milliards de dollars américains (soit en hausse seulement de 1 % par rapport à celui de 1993), incluant les cinquante-cinq milliards de dollars américains de baisse de l'impôt sur le revenu et des taxes résidentielles prévu dans l'accord du 8 février et 89 milliards pour les travaux publics. Toujours du fait des divisions au sein de la majorité, ainsi que de la démission de Morihiro Hosokawa à la suite d'un scandale de financement politique le 8 avril 1994, le vote du budget est sans cesse retardé et n'est toujours par réalisé lorsque débute l'année fiscale, le 1er avril. Le successeur de Hosokawa, Tsutomu Hata, élu Premier ministre le 28 avril, conserve Hirohisa Fujii comme ministre des Finances, mais sait déjà que son gouvernement ne s'inscrira pas dans la durée puisque le PSJ et le NPS ont annoncé qu'ils ne continueraient à le soutenir que tant que le budget n'aura pas été voté. Ceci fait le 23 juin, le PLD dépose deux jours plus tard une motion de censure que les socialistes et les « pionniers » déclarent vouloir voter. Tsutomu Hata et son Cabinet démissionnent le jour même afin d'éviter d'être désavoués, et une « grande coalition » entre les trois partis qui soutenaient la motion porte le chef du PSJ Tomiichi Murayama au poste de Premier ministre le 30 juin. Le Shinseitō et Hirohisa Fujii passent donc alors dans l'opposition.

### DuShinshintōau Parti libéral
Les formations de la coalition de 1993 opposées au retour au pouvoir du PLD (dont le Shinseitō et donc Hirohisa Fujii qui en est devenu l'un des dix secrétaires permanents de juillet à décembre), rejointes par de nouveaux dissidents de ce dernier emmenés par l'ancien Premier ministre Toshiki Kaifu, qui quant-à-eux sont hostiles à l'accession d'un socialiste à la tête du gouvernement, décident de fusionner pour donner naissance le 10 décembre 1994 au Parti de la nouvelle frontière (新進党, Shinshintō). Kaifu en est son premier président. Hirohisa Fujii soutient en son sein Ichirō Ozawa, qui est élu le 27 décembre 1995 président du mouvement face à Tsutomu Hata dans un vote ouvert à l'ensemble des militants, avec 1 120 012 voix contre 566 998 à son ex-compagnon politique, soit 66,4 % des suffrages exprimés. 
Aux élections législatives du 20 octobre 1996, les premières à se faire sous le nouveau système mixte introduit par la réforme électorale de 1994 et combinant le scrutin uninominal majoritaire à un tour à une dose de proportionnelle, Hirohisa Fujii est candidat sous les couleurs du Shinshintō au vote majoritaire dans le nouveau 14e district de Kanagawa, correspondant à la ville industrielle de Sagamihara dans le nord de la préfecture et à l'ouest de Yokohama. Il y est élu avec 83 010 voix et 36,9 % des suffrages, contre 52 567 votes (23,37 %) au libéral-démocrate Taei Nakamoto (qui sera par la suite son principal adversaire à chaque élection jusqu'en 2003). 
Le 27 décembre 1997, les parlementaires du Shinshintō votent la dissolution du parti en raison d'une remise en question de plus en plus forte de l'autorité de son président Ichirō Ozawa. Hirohisa Fujii reste fidèle à ce dernier et adhère quelques jours plus tard, le 6 janvier 1998, à son Parti libéral. Il s'agit essentiellement d'anciens dissidents du PLD, avec d'une part une partie de ceux ayant quitté ce grand parti de droite pour protester contre son alliance avec le PSJ en 1994 (parmi eux Toshiki Kaifu), et de l'autre ceux issus du Shinseitō (dont Fujii) partisans d'Ozawa. Hirohisa Fujii en devient le président du conseil de recherche politique et donc le no 3, après Ozawa et Takeshi Noda. Avec cinquante-quatre parlementaires (quarante-deux représentants et douze conseillers), il est le plus important mouvement fondé par les anciens du Shinshintō mais n'est que le troisième de la Diète et le deuxième de l'opposition, derrière le Parti démocrate du Japon (PDJ) fondé en 1996. Toutefois, Ichirō Ozawa continue la pratique du Shinshintō de former un contre-gouvernement sous le nom de « Cabinet de demain » (明日の内閣, Asu-no-Naikaku) dans lequel Fujii obtient le poste de « ministre de demain » de la « Vie des Citoyens » et de la « Sécurité sociale ». Toutefois, après plusieurs mois d'hésitations, le Parti libéral forme le 19 novembre 1998 une coalition avec son ancien rival, le PLD de Keizō Obuchi et obtient le 14 janvier 1999 un membre au sein du Cabinet en la personne de Takeshi Noda. 
Celui-ci abandonne donc son poste de secrétaire général du mouvement qui revient à Hirohisa Fujii, qui le cumule avec celui de président du comité de recherche politique. Il devient ainsi le principal lieutenant d'Ozawa, et est chargé de négocier avec le PLD sur chaque point de la politique menée par le gouvernement, n'hésitant pas à démontrer la différence du Parti libéral sur certains points. Ainsi, il s'oppose en novembre 1999 à la décision du gouvernement de reporter la collecte des cotisations sociales (voire en dernier ressort de les réduire) pour le système de soins infirmiers aux personnes âgées devant entrer en vigueur en avril 2000 et de payer la différence par l'émission de neuf cents milliards de yens en obligations inclus dans un plan de relance, et estime que ce nouveau système devrait entièrement être financé par les revenus de la taxe sur la consommation qu'il veut augmenter. Et lorsque les discussions qu'il est chargé de mener avec son homologue libéral-démocrate Yoshirō Mori sur la constitution de candidatures communes aux futures élections législatives aboutissent à une impasse, il soutient la décision d'Ichirō Ozawa de faire sortir le Parti libéral de la coalition gouvernementale malgré l'opposition de Noda, Kaifu et de dix-huit autres parlementaires (soit la moitié de la représentation du mouvement à la Diète) qui font dissidence et fondent le Parti conservateur le 1er avril 2000. Fujii confirme alors sa position de bras droit en prenant, pendant un temps, en plus de ses responsabilités précédentes qu'il va garder jusqu'en 2003, l'intérim de la présidence du Comité des affaires de la Diète. Aux élections législatives qui se tiennent peu de temps après, le 25 juin 2000, il est réélu de peu dans sa circonscription par 71 365 voix et 26,82 % des suffrages, soit à peine 1 100 votes et 0,44 points de plus que son adversaire PLD Nakamoto. Cette victoire à l'arraché s'explique en partie par son passage successif dans l'opposition, la majorité puis de nouveau l'opposition, ce qui a pu déconcerter certains de ses électeurs, le fait qu'en 1996 il n'avait déjà pas été élu avec une majorité absolue des voix alors qu'il avait alors le soutien de toutes les composantes du Shinshintō, mais aussi par sa position d'officiel du parti qui l'a obligé à être moins présent au niveau local et plus engagé dans la campagne nationale. Celle-ci a permis d'ailleurs au Parti libéral de gagner sa « bataille » avec le Parti conservateur qui n'obtient que sept sièges contre vingt-deux aux libéraux. De plus, ce qui relativise sa faible performance, Hirohisa Fujii est le seul candidat du parti à gagner cette élection au scrutin uninominal majoritaire à un tour, et donc sur son nom propre, en dehors de la préfecture d'Iwate, fief d'Ichirō Ozawa.

### Du parti libéral au parti démocrate
Par la suite, Hirohisa Fujii est surtout chargé d'exprimer les critiques de son parti vis-à-vis de la majorité PLD-Kōmeitō-Parti conservateur, de le faire connaître auprès du grand public, devenant ainsi l'un des hommes politiques les plus médiatiques et tout particulièrement un habitué jusqu'à aujourd'hui de l'émission politique matinale (diffusée de 9 h à 10 h) et dominicale de la NHK « Débat du Dimanche » (日曜討論, Niyō Tōron). Il travaille au rapprochement du Parti libéral avec les autres forces de l'opposition non communiste, dont surtout la principale d'entre elles, le PDJ. Il participe ainsi le 22 février 2001 à un rassemblement organisé par le principal syndicat du pays, le Rengō, à la salle de concert de Hibiya à Tōkyō, et à la marche jusqu'à la Diète qui s'ensuit pour protester contre la politique sociale du gouvernement de Yoshirō Mori et un nouveau scandale politico-financier (touchant l'entreprise d'aide mutuelle KSD et le ministre d'État chargé de la politique économique et fiscale et du Commerce international Fukushirō Nukaga). À cette occasion, il s'exprime avec ses homologues démocrate, Naoto Kan, et social-démocrate, Sadao Fuchigami, en faveur d'une union de leur force pour arriver au pouvoir. 
En 2003, il est l'artisan avec le nouveau secrétaire général du PDJ, Katsuya Okada, de l'alliance de leurs deux partis. Il se met ainsi d'accord avec lui, le 3 mars 2003, pour mettre en place une équipe bipartite placée sous leur direction et chargée de mener à bien la fusion des deux formations. Il est donc l'un des principaux artisans de cette fusion qui se concrétise en plusieurs étapes au mois de septembre 2003 : le 19, elle est approuvée par les parlementaires du PDJ, le 24, l'accord de fusion est signé, le lendemain le Parti libéral se dissout et ses parlementaires rejoignent les groupes démocrates des deux chambres de la Diète (qui comprennent désormais respectivement 138 représentants, dont un indépendant non membre du parti, et soixante-sept conseillers, dont trois non militants du mouvement auxquels il faut toutefois ajouter le vice-président de la Chambre qui par tradition siège comme non-inscrit) et le congrès qui officialise cette union a lieu enfin le 5 octobre.

## Un cadre d'expérience au PDJ
Au sein du PDJ, Hirohisa Fujii n'adhère à aucune faction officiellement constituée tout en faisant partie du « groupe Ozawa » (小沢グループ, Ozawa-gurūpo) qui réunit de manière informelle les partisans d'Ichirō Ozawa. Fort désormais de l'étiquette du principal parti d'opposition, il est réélu lors des législatives du 9 novembre 2003 dans le 14e district de Kanagawa (qui a perdu, lors du redécoupage électoral décidé en 2002, plusieurs quartiers au sud-est de Sagamihara) de manière plus nette que lors des précédentes élections, tout en ne réussissant toujours pas à réunir derrière son nom une majorité absolue des suffrages. Il obtient ainsi 97 214 voix soit 43,68 % des suffrages exprimés, contre 81 794 votes et 36,76 % à Taei Nakamoto. Son expérience, notamment ministérielle, rare dans un parti jeune n'ayant jamais jusqu'alors occupé le pouvoir, va lui permettre de rapidement devenir une personnalité écoutée en son sein. 

### Le spécialiste démocrate des Finances
Lorsque le président du PDJ, Naoto Kan, remanie le 11 décembre 2003 son « Cabinet suivant » (次の内閣, Tsugi-no-Naikaku, nom donné au contre-gouvernement du parti), il confie à Hirohisa Fujii le poste de « Ministre suivant » (ネクスト大臣, Nekusuto Daijin) des Finances, du fait qu'il est alors le seul membre du parti, avec Tsutomu Hata et Wataru Kubo, à avoir occupé par le passé le portefeuille du Trésor, devenu en 2001 celui des Finances, et le seul à l'avoir été dans un gouvernement non dirigé ou dominé par le PLD. Il est chargé de contrer son homologue du Cabinet de Jun'ichirō Koizumi, Sadakazu Tanigaki. 
À ce poste, il s'oppose au projet de budget pour l'année fiscale 2004 qu'il qualifie, dans une déclaration conjointe avec le président du conseil de recherche politique Yukio Edano de décembre 2003, de « simple mixture faite d'intérêts acquis et de commodités » et d'« hors de propos ». Il lui reproche également de comporter de nombreuses « dettes cachées », en reportant notamment le remboursement de l'importante dette publique japonaise, et décrit sa partie concernant la réforme des retraites comme « un "jeu de chiffre" pour le système de retraites des employés, tandis que les questions liées au système national - où le creusement est de plus en plus visible - ne sont pas abordées ». À ce titre il défend la position de son parti en faveur d'un régime unifié, et continue de militer pour une hausse de la taxe sur la consommation de 5 à 8 % en six ans afin de le financer, idée elle-même soutenue par Tanigaki mais jamais reprise clairement dans le plan de la majorité.

### Secrétaire général puis président délégué de Katsuya Okada
À la suite de la démission de Naoto Kan de la présidence du PDJ le 9 mai 2004 dans le cadre du « scandale des retraites »,, son secrétaire général Katsuya Okada est désigné neuf jours plus tard, et sans opposition, pour finir son mandat à la tête du mouvement qui doit se terminer en septembre 2004. Afin de contrebalancer son relatif jeune âge (50 ans, presque 51), Okada nomme le septuagénaire Fujii, avec lequel il a conservé d'excellentes relations depuis qu'ils ont travaillé ensemble au rapprochement entre le PDJ et le Parti libéral, pour le seconder au poste de secrétaire général. Hirohisa Fujii devient ainsi le no 2 de l'opposition parlementaire. 
Il met à profit son statut de spécialiste des questions budgétaires et financières pour mener les négociations (dans le cadre d'un accord dit « tripartite » signé en début d'année par les deux mouvements formant la coalition gouvernementale, le PLD et le Nouveau Kōmeitō, et le PDJ, par lequel ils s'engageaient à favoriser la discussion concernant le processus de réforme du système des pensions) teintées d'attaques sur la réforme des retraites préparée par la majorité, l'un des projets les plus contestés du jusque-là très populaire Jun'ichirō Koizumi au sein de l'opinion publique, avec l'envoi de troupes en Irak. Il est ainsi l'un des organisateurs de l'obstruction parlementaire (par la tactique de la « marche du bœuf », consistant à se déplacer de son siège à l'urne pour y déposer son bulletin extrêmement lentement afin de retarder au maximum le vote et faire en sorte que celui-ci ne puisse pas finir avant la fin de la séance et, a fortiori, de la session en cours) menée par les démocrates à la Chambre des conseillers contre les projets de lois de réforme déposés par le Cabinet et que celui-ci tenterait, d'après lui, de passer en force avant la fin de la session parlementaire. Il milite avec l'ensemble de son parti pour que les textes soient même revotés à la Chambre des représentants, mais va plus loin que Katsuya Okada, qui estime pour sa part que l'opposition aux projets de lois ne doit pas remettre en question l'accord tripartite, en déclarant que ce dernier est « décédé de mort naturelle ». Cette opposition franche permet au PDJ de jouer pleinement de l'impopularité du plan gouvernemental. Hirohisa Fujii remplit donc un rôle de premier plan dans la campagne de sa formation lors du renouvellement de la moitié de la Chambre des conseillers prévu pour le 11 juillet suivant, et exprime la stratégie électorale de l'opposition quelques jours avant le vote : « Si nous présentons activement nos visions précises sur les retraites et l'Irak, je pense que nous serons en mesure d'atteindre notre but. ». Il fait dans ce contexte quelques propositions originales, en dehors de ses champs d'interventions traditionnels. Il défend notamment l'ouverture de la succession au trône du chrysanthème aux femmes (alors que seuls les hommes de la famille impériale peuvent devenir empereur selon la loi de succession de 1947) et déclare à ce sujet à la télévision en juin 1994 : « Dans notre programme, notre parti affirmera notre soutien en faveur d'impératrices régnantes. [...] Dans la tradition du Japon, il était commun d'avoir des impératrices régnantes. ». 
Le scrutin du 11 juillet 2004 à la chambre haute de la Diète se traduit par un net succès du PDJ : celui-ci devient alors le premier parti du Japon en nombre de voix pour la première fois de son histoire, et cela aux deux modes de scrutin (obtenant 39,09 % des suffrages exprimés contre 35,09 % au PLD au vote unique non transférable dans les préfectures, et 37,79 % contre 30,03 % à la proportionnelle nationale), et gagne cinquante sièges sur les 121 à pourvoir contre 49 au parti majoritaire (31 contre 34 sur 73 au vote non transférable et 19 contre 15 sur 48 à la proportionnelle). Le nombre de Conseillers démocrates passe ainsi de 67 à 82 sur 242, tandis que les libéraux-démocrates stagnent à 115 membres (du fait de leurs bons résultats obtenus lors du précédent scrutin, en 2001, leur groupe ne diminue pas). Ils conservent toutefois la majorité grâce à leur alliance avec le Nouveau Kōmeitō. Devenu un atout de poids pour l'opposition et Katsuya Okada, Hirohisa Fujii refuse toutefois la proposition de ce dernier, réélu sans opposition à la tête du parti le 30 août 2004, de le conserver au poste de secrétaire général, invoquant son âge et sa volonté de permettre aux nouvelles générations d'arriver aux responsabilités en ces termes le 8 septembre suivant : « Je crois qu'il n'est pas souhaitable pour moi de servir trop longtemps à un poste aussi important que celui de secrétaire général, qui est responsable pour toutes les affaires du parti impliquant le personnel, la finance et l'organisation. [...] Le PDJ comporte plus de personnes talentueuses que le Parti libéral-démocrate, donc il n'est pas bien pour moi de ne pas leur laisser une chance ». Il accepte cependant de rester associé à l'exécutif en prenant, le 13 septembre, la fonction plus symbolique, mais théoriquement située en deuxième position dans la hiérarchie du parti (sans être en permanence confiée à quelqu'un), de président délégué, tandis que le précédent président du Comité des affaires de la Diète du parti et chef d'une faction socialiste démocratique, Tatsuo Kawabata, le remplace comme secrétaire général. Quoi qu'il en soit, certains analystes et médias tels le Japan Times dans son éditorial du 15 septembre 2004, voient en ce refus de Fujii de rester le principal collaborateur d'Okada le signe de la volonté d'Ichirō Ozawa, dont il reste un proche, de se démarquer de la direction de l'époque. 
Plus en retrait du combat politique à la Diète, il est l'une des victimes du véritable plébiscite en faveur de Jun'ichirō Koizumi et de son projet de privatisation de la poste que constituent les élections législatives du 11 septembre 2005. Il a alors face à lui l'un des « Assassins » (刺客, Shikyaku), jeunes hommes et femmes présentés avec un parcours talentueux et lancés par le Premier ministre, auquel ils sont plus dévoués qu'à leur parti, dans les circonscriptions de ses plus importants ennemis politiques, qu'ils soient du PDJ ou des dissidents depuis peu du PLD opposés à la réforme postale. Son adversaire est en effet Jirō Akama, âgé de seulement 37 ans soit à peine plus de la moitié de l'âge de Fujii, diplômé en sociologie politique de l'Université de Manchester et élu sortant de l'Assemblée préfectorale de Kanagawa. Hirohisa Fujii, qui a reçu l'investiture de l'ensemble des forces d'opposition non communistes, obtient paradoxalement le meilleur score en nombre de voix de sa carrière dans la circonscription, avec 107 608 votes en sa faveur, et le deuxième en part relative des suffrages exprimés après celui de 2003, soit 40,39 %, mais est largement distancé par Akima qui remporte l'élection avec 135 719 bulletins (50,95 %). Et alors que le PDJ avait en 2003 obtenu plus de cinq points d'avance (avec 39,98 % des suffrages) et un élu de plus (avec neuf sièges sur vingt-deux à pourvoir) que le PLD à la proportionnelle dans le bloc du Sud Kantō, dont fait partie la préfecture de Kanagawa, sa liste, où Fujii figurait « par sécurité » à la 11e place, n'obtient cette fois que 29,47 % des voix et sept députés élus par ce mode de scrutin. Seuls les 2e et 3e de la liste réussissent à conserver leur circonscription, et donc le dernier à obtenir un siège est celui situé en 9e position, soit deux places devant Hirohisa Fujii qui, pour la première fois depuis 1990 et cinq élections consécutivement remportées, quitte la Diète. À la suite de cet échec, et s'estimant désormais trop âgé pour attendre une prochaine élection, il annonce son retrait de la vie politique. Celui-ci ne sera pourtant que momentané.

### Le retour à la Diète, vers la victoire de 2009
Il ne reste toutefois pas totalement éloigné de la scène publique après septembre 2005, et intervient durant sa « retraite » régulièrement à la télévision, tout particulièrement dans l'émission de débats matinale « Histoires d'Actualités » (時事放談, Jiji Hōdan) diffusée entre 6 h et 6 h 45 le dimanche sur TBS. Il y est apparu, à compter du 17 janvier 2010, quarante-cinq fois essentiellement entre 2005 et 2007, ce qui en fait l'une des personnalités les plus fréquemment invitées après Hiromu Nonaka (qui lui y est intervenu à soixante-treize reprises), Masajūrō Shiokawa (soixante-quatre passages) et son collègue démocrate du même âge Kōzō Watanabe (quarante-huit invitations). Ce programme, qui se présente comme voulant faire révéler leurs « véritables intentions » à ses invités sur des questions d'actualités, a pris l'habitude de faire s'opposer à chaque fois deux vétérans de la vie politique japonaise. Hirohisa Fujii a ainsi surtout été confronté à l'ancien Secrétaire général du Cabinet de Keizō Obuchi et longtemps poids lourds au sein du PLD jusqu'à sa retraite en 2003, Hiromu Nonaka (né en 1925), à douze reprises, ou encore à l'ancien ministre des Finances de Jun'ichirō Koizumi, lui aussi retiré en 2003, Masajūrō Shiokawa (né en 1921), à six occasions.
Hirohisa Fujii retourne pourtant à la Chambre des représentants le 12 juillet 2007 à la suite des démissions successives de deux députés élus sur la liste du PDJ dans le Sud Kantō en 2005. C'est le cas tout d'abord de Hisayasu Nagata le 31 mars 2006 pour avoir utilisé un faux e-mail pour accuser, à tort, de corruptions des membres du PLD (scandale qui coûte également son poste au président démocrate de l'époque, Seiji Maehara), puis de Hiroyuki Nagahama le 12 juillet 2007 pour se présenter lors du renouvellement de la moitié de la Chambre des conseillers du 29 juillet suivant (lors duquel il est d'ailleurs élu). Fujii retrouve rapidement des responsabilités dans la direction du parti qui est de plus présidé par Ichirō Ozawa. Celui-ci le nomme ainsi en août 2007 « Conseiller suprême » (fonction honorifique donnée aux personnalités bénéficiant d'une certaine autorité morale et d'une « sagesse » liée à leur expérience politique) aux côtés de l'ancien Premier ministre Tsutomu Hata et de Kōzō Watanabe. Le mois suivant, il lui confie également la présidence de la commission des impôts du PDJ, ce qui lui permet de reprendre son combat en faveur d'une réforme fiscale et plus particulièrement pour la hausse de la taxe sur la consommation pour financer la sécurité sociale et permettre d'équilibrer le budget, tout en considérant que cette dernière doit être établie sur le long terme et soumise à un débat public pouvant être plus ou moins long. 
Bien que longtemps resté un fidèle soutien d'Ichirō Ozawa, déclarant au sujet de sa réélection de fait, puisque sans adversaire face à lui, à la présidence du PDJ le 8 septembre 2008 : « Je pense que les prochaines élections législatives sont une étape pour décider du futur Premier ministre, et je crois qu'Ichirō Ozawa sera alors l'un d'entre eux. Dans ce cas, il est extrêmement important que le PDJ devienne une union monolithique », il fait partie des premiers à appeler à sa démission à la suite de l'arrestation au début du mois de mars 2009, pour avoir accepté illégalement de l'argent d'un grand groupe de construction, de son secrétaire en chef, et à la dégradation de la popularité du parti à cause de cette affaire. Il considère que, même en cas d'un blanchiment total d'Ichirō Ozawa dans cette affaire, un procès prendrait du temps et la vérité ne pourrait être établie avant les élections législatives qui doivent se tenir en 2009 et que le PDJ semblait pratiquement sûr de remporter au vu des sondages avant le scandale. Hirohisa Fujii souhaite donc qu'Ozawa prenne une décision qui ne handicape pas les chances de l'opposition d'arriver enfin au pouvoir, ce qui selon lui revient à démissionner. Ichirō Ozawa finit par céder aux pressions venant des médias, des sondages et des membres de son parti, et démissionne le 11 mai 2009. 
Ayant pensé un temps ne pas se représenter aux élections législatives finalement fixées au 30 août 2009, il est convaincu par le nouveau président du PDJ Yukio Hatoyama et la liste à la proportionnelle dans le Sud Kantō est remaniée au dernier moment pour lui laisser une place (en 35e position sur 42, mais il est le premier à n'être pas présenté à côté dans une circonscription au vote majoritaire). Le secrétaire général Katsuya Okada déclare le 18 août : « Quand l'alternance aura eu lieu, nous aurons besoins de personnes d'expérience comme M. Fujii », ce qui laisse présager sa participation à un futur gouvernement démocrate en cas de victoire de l'opposition, potentiellement aux Finances. Hirohisa Fujii est de plus perçu comme un pragmatique qui, tout en soutenant les projets de réforme de l'administration centrale afin de rendre le processus de décision moins dépendant des bureaucrates (par exemple : la création d'un département de la stratégie nationale), exclut entre autres tout détachement du bureau du budget du ministère des Finances pour le mettre sous la responsabilité du Premier ministre, tel qu'envisagé un temps par le PDJ de manière plus ou moins explicite dans son « plan de transition en 300 jours ». Pour lui, la mise en œuvre législative d'une telle décision « prendrait une demi-année, et dans l'intervalle le gouvernement s'effondrerait ». Il résume sa position quant à l'attitude à adopter vis-à-vis des fonctionnaires du gouvernement en ces termes : « Le PLD est actuellement en dessous de Kasumigaseki. Nous placerons, nous, Kasumigaseki sous le PDJ. Il est impératif d'avoir un système qui utilise Kasumigaseki. » Pour lui, donc, s'il souhaite que l'action des fonctionnaires soit subordonnée aux hommes politiques élus par les citoyens, ceux-ci ne peuvent arriver à une bonne gestion du pays sans s'appuyer sur l'administration. À côté de cela, il multiplie les attaques contre le budget supplémentaire pour l'année fiscale 2009 récemment présenté par le gouvernement de Tarō Asō et voté pour financer le troisième plan de relance établi par le Japon pour contrer la crise économique de 2008-2010. Il estime en effet que l'une des premières actions d'une nouvelle administration démocrate serait de totalement réviser ce plan afin de supprimer les « gaspillages » symbolisés par le « palais de l'anime » ou « Manga café d'État » (surnoms ironiques donnés au projet, inclus dans le budget supplémentaire, de Tarō Asō, lui-même fan de manga, de créer un grand musée à Tōkyō consacré à la culture populaire japonaise), mais aussi par l'abandon de nombreux chantiers de travaux publics financés par l'État, et de recentrer les deniers publics sur la lutte contre le chômage et les hausses des aides sociales promises dans le programme du parti. 
Le 30 août 2009, le PDJ obtient une large victoire sur le PLD, avec une nette majorité absolue de 308 sièges sur 480. Dans le bloc du Sud Kantō, la liste démocrate réunit 3 695 159 voix soit 42,99 % des suffrages exprimés et onze élus sur vingt-deux, contre seulement 2 233 560 votes (25,99 %) et six députés aux libéraux-démocrates. Les vingt-huit premiers candidats de la liste ayant tous été élus au vote majoritaire dans leurs circonscriptions, obtiennent un siège à la proportionnelle ceux présents de la 29e à la 39e place, dont Hirohisa Fujii.

### Ministre des Finances de Yukio Hatoyama
Plus de dix jours avant son élection à la Diète et donc son investiture officielle, fixées au 16 septembre 2009, Yukio Hatoyama annonce les principales figures de son futur gouvernement dès le 5 septembre. Hirohisa Fujii qui est choisi pour prendre les Finances. Ce choix est largement analysé tant au Japon qu'à l'étranger comme une volonté du nouveau Premier ministre de rassurer les marchés financiers et les investisseurs, en nommant à ce poste clé l'un des rares membres à avoir une expérience ministérielle, qui plus est à ce même portefeuille, au sein d'un parti ayant passé toute son existence dans l'opposition, et les très conservateurs fonctionnaires du Trésor, inquiets face à la rhétorique « guerrière » du PDJ à leur égard mais qui obtiennent d'être dirigés par « un des leurs » et un pragmatique concernant les réformes administratives,. Il présente également le double avantage d'être à la fois proche d'Ichirō Ozawa, dont il fut le lieutenant dans pratiquement tous les partis qu'il a créés, tout en sachant faire preuve d'indépendance à l'égard de ce dernier, comme en témoignent ses pressions pour le pousser à démissionner de la tête de l'opposition en mai précédent ou les relations de confiance, de respect voire de soutien qu'il a su tisser avec des personnalités critiques à l'égard d'Ozawa dont Katsuya Okada ou Seiji Maehara. Pourtant, sa nomination semble être remise en question par Ichirō Ozawa, devenu secrétaire général du parti et présenté comme un « shogun de l'ombre » de la nouvelle majorité, mais est finalement imposée par Yukio Hatoyama,. En place jusqu'au 7 janvier 2010, il s'attache à réformer les pratiques budgétaires et à préparer la loi de finances pour l'année fiscale 2010 en y maintenant une certaine discipline malgré la crise économique de 2008-2010 et le problème des fluctuations à la hausse du yen, et en y introduisant des mesures qui selon lui doivent permettre de rendre l'économie japonaise moins dépendante de ses exportations. 
Il partage la mission du budget avec Naoto Kan, Vice-Premier ministre chargé de la Stratégie nationale (et donc des mesures en faveur de la relance), de la politique économique et fiscale et de la politique scientifique et technologique, et avec Yoshito Sengoku, ministre d'État à la Revitalisation du gouvernement et à la Réforme de la Fonction publique, au sein d'un Comité interministériel du Budget, l'une des nouveautés administratives de la majorité démocrate. Comme il l'avait annoncé lors de la campagne, l'une des premières mesures du gouvernement Hatoyama est de lancer (dès le 18 septembre) une révision du budget supplémentaire de 13,93 billions de yens (environ 105 milliards d'euros) voté par la précédente majorité à la fin du mois de mai pour l'année fiscale 2009 afin de financer le troisième plan de relance du gouvernement Asō. Se lançant à l'origine l'objectif d'y trouver pour trois billions de yens d'économie (22,6 milliards d'euros), et si une première vague de réduction annoncée le 6 octobre suivant ne permet de sécuriser que 2,5 billions de yens, Hirohisa Fujii finit par annoncer le 16 octobre 2009 le gel de 2,9259 billions de yens (environ vingt-deux milliards d'euros) devant être redirigés vers d'autres programmes. Les plus grosses coupes budgétaires viennent alors essentiellement du ministère du Territoire, des Infrastructures et des Transports (946,5 milliards de yens, soit près d'un tiers des économies réalisées, ou 32,35 %) et de celui de l'Agriculture, des Forêts et de la Pêche (476,3 milliards). Hirohisa Fujii annonce aussi rapidement une enquête sur l'efficacité de la législation sur les mesures fiscales spéciales, et à terme de la réformer pour la rationaliser et élargir l'assise de l'impôt en luttant contre les niches fiscales. 
Mais, dans le même temps, les ambitieuses promesses de campagne du PDJ, les nécessités de la relance, la hausse des obligations du gouvernement (qui font passer le montant prévu pour les remboursements de capital et les paiements d'intérêt pour ces obligations de 20,24 billions pour l'année fiscale 2009 à 21,89 billions de yens prévus pour 2010) et le fonctionnement général de l'État poussent finalement l'administration à présenter au Cabinet un budget prévisionnel pour 2010 estimé à hauteur de 95,38 billions de yens (environ 710 milliards d'euros). Un record qui représenterait une hausse de 7,3 % par rapport au budget initial pour 2009 présenté l'année précédente par le gouvernement de Tarō Asō qui était déjà particulièrement élevé, mais en baisse, d'environ 7 %, si on y ajoute le budget additionnel de mai. Il comprend 4,38 billions pour de nouveaux projets prévus dans le programme du parti (tandis que le gouvernement a calculé qu'il lui faudrait 7,1 billions de yens durant l'année fiscale 2010 pour mettre en place l'ensemble des politiques prévues dans le programme). Et cette première prévision ne fait état que de 1,31 billions de yens d'économies réalisées par rapport au budget initial pour 2009, pris encore une fois essentiellement sur les dépenses du ministère des infrastructures et transports (767,8 milliards, soit 58,6 % des coupes) et de celui de l'agriculture (352,3 milliards). D'un autre côte, ce même budget prévisionnel estime que les revenus fiscaux de l'État sont tombés en dessous des quarante billions de yens durant l'année fiscale 2009 et la plupart des analystes économiques estiment que cela sera également le cas en 2010. Le gouvernement espère toutefois réduire ce chiffre d'ici décembre, Hirohisa Fujii fixant pour objectif de le ramener au plus à 92 billions de yens. Pour ce faire, le Cabinet a mis en place le 22 octobre 2009 une Unité de revitalisation gouvernementale présidée par Hatoyama, composée de parlementaires et chargée, en plusieurs équipes, de mener des auditions publiques de fonctionnaires afin de faire des propositions sur la réorganisation budgétaire et administrative,. 
Concernant un second budget additionnel, envisagé dès le 1er novembre, pour l'année fiscal 2009, il estime donc qu'il nécessiterait de trouver d'autres sources de financement que les seuls trois billions de yens d'économies réalisées dans le budget supplémentaire d'Asō, qu'il refuse de plus d'utiliser pour compenser la baisse des revenus fiscaux. Il préfère envisager à la place l'émission de nouvelles émissions obligataires pour l'année fiscale 2009, tout en refusant tout compromis concernant la promesse gouvernementale de maintenir ces émissions en dessous du seuil de quarante-quatre billions de yens pour l'année fiscale 2010. Il estime que l'enjeu pour ce budget supplémentaire doit être « d'anticiper les dépenses » du budget 2010 afin que chaque mesure financée en plus sur l'année fiscale 2009 corresponde à une coupe équivalente pour l'année suivante. Demandant initialement qu'il ne dépasse pas les 2,7 billions de yens (environ vingt milliards d'euros), les poids lourds du gouvernement, dont Fujii, doivent admettre le 30 novembre 2009 qu'il sera certainement plus important que prévu en raison de la hausse importante du yen par rapport au dollar américain. Au sujet de cette dernière, partisan du « laissez-faire » et de l'indépendance du marché des changes, et défendant la vision de son parti en faveur d'une économie reposant plus sur le marché intérieur, il se montre ainsi critique envers la politique inflationniste menée par ses prédécesseurs, estimant avant même son entrée en fonction que : « Si des pays dévaluent leurs monnaies encore et encore, d'autres mettrons en place à leur tour des mesures pour protéger leur compétitivité. C'est pourquoi il y a des règles concernant le marché des changes, et nous devons les respecter. Dans cette perspective, je pense que c'est une mauvaise politique pour une nation de simplement affaiblir sa monnaie pour stimuler ses exportations », tout en reconnaissant : « Il peut y avoir des cas dans lesquels des actions [du gouvernement] doivent être menées lorsqu'il y a des fluctuations anormales et spéculatives de l'argent. ». Il se rapproche plutôt de cette dernière assertion au fil des semaines, alors que le yen s'envole à son niveau le plus élevé en quatorze ans (à 84,83 ¥ pour un $, le 27 novembre) et que le retour à une déflation sévère semble de plus en plus imminent (l'indice des prix à la consommation, en dehors des produits alimentaires frais, est en octobre 2009 2,2 % moins élevé qu'au même mois de l'année précédente), ce qui pourrait s'avérer difficile à supporter dans une période de timide reprise et de tentatives de recompositions budgétaires. Il soutient ainsi les pressions exercées par Yukio Hatoyama et Naoto Kan sur la Banque du Japon afin qu'elle fasse des « efforts pour soutenir l'économie », ce qui amène l'autorité monétaire du Japon à annoncer le 1er décembre 2009 l'émission pour dix billions de yens (115 milliards de dollars) de prêts à court-terme (sur trois mois) à un taux d'intérêt de 0,1 % pour les banques commerciales. Hirohisa Fujii défend d'ailleurs le même jour que l'annonce de ce plan, conjointement avec le Vice-Premier ministre, que l'injection d'argent dans le système financier, dans le cadre du second budget extraordinaire en préparation, peut permettre de soutenir l'économie. 
Le 8 décembre 2009, le premier plan de relance de la nouvelle majorité, et le quatrième engagé par le gouvernement depuis septembre 2008, est présenté. Après quelques dissensions rencontrées avec ses partenaires de coalition sur son montant, il s'établit finalement à 7,2 billions de yens (54,6 milliards d'euros environ) dont 3,5 billions de transferts financiers afin d'aider les collectivités locales à faire face à la baisse de leurs rentrées fiscales, 1,2 billions pour soutenir l'investissement des petites et moyennes entreprises par l'extension à ces dernières de crédits d'urgences, l'émission de prêts sécurisés et la réduction des taux d'intérêts, huit cents milliards en initiatives environnementales et six cents milliards de mesures pour l'emploi. Ce plan doit être financé à hauteur de 2,7 billions de yens par la réutilisation des économies faites sur le précédent budget supplémentaire, et par la vente de 9,34 billions de yens d'obligations couvrant la dette (la totalité des obligations vendues par le gouvernement devraient ainsi s'élever pour l'année fiscale 2009 à 53,5 billions de yens contre les 44 billions qui avaient été prévus par le budget initial en avril, tandis que les revenus fiscaux devraient tomber à seulement 36,9 billions de yens soit moins que les quelque 46 billions prévus). Hirohisa Fujii annonce également dans une conférence de presse que le gouvernement va tenter de mobiliser plus de 9,2 billions de yens en revenus non fiscaux[réf. nécessaire]. 
Après trois mois pendant lesquels il se bat pour limiter les dépenses et une certaine rigueur fiscale, Hirohisa Fujii fait adopter son budget pour l'année fiscale 2010 par le gouvernement le 25 décembre 2009. Il est toutefois établi à un montant record de 92,3 billions de yens (704 milliards d'euros), soit 53,5 billions (410 milliards d'euros) de dépenses générales de l'État, 21 billions (160 milliards d'euros) pour le remboursement de la dette et 17,5 billions (133 milliards d'euros) de transferts financiers aux collectivités locales. Il augmente de 10 % les prestations sociales mais diminue de 18,3 % les sommes prévues pour les travaux publics. Il intègre plusieurs promesses de campagne du PDJ visant à renforcer le pouvoir d'achat des Japonais et ainsi limiter la dépendance de l'économie vis-à-vis des exportations, avec surtout la mise en place d'une allocation versée aux familles de 13 000 yens (environ cent euros) par mois et par enfant jusqu'à la fin du collège (avec l'objectif de doubler ce montant dès 2011), mesure coûtant au total 2,255 billions de yens (17,2 milliards d'euros). Ce projet, bien que le plus élevé de toute l'histoire du Japon, ne dépasse que de peu l'engagement pris, et dont Hirohisa Fujii s'est fait jusqu'au bout le défenseur contre les tenants d'une approche plus flexible tels que Naoto Kan voire Yukio Hatoyama, de ne pas émettre plus de 44 billions de yens d'obligations, puisque celles-ci sont stabilisées dans le budget 2010 à 44,3 billions de yens (338 milliards d'euros), contre 53,5 billions au cours de l'année fiscale 2009. 
Seulement quelques jours après avoir finalisé son projet de budget, Hirohisa Fujii, après avoir été soumis à trois mois d'un lourd travail à 77 ans, est hospitalisé le 28 décembre 2009 pour une dizaine de jours pour « hypertension » et « fatigue ». Les médias et les commentateurs politiques font d'ores et déjà état d'un futur départ du gouvernement, malgré les tentatives de Yukio Hatoyama de conserver l'un de ses ministres les plus expérimentés. Il présente finalement sa démission le 6 janvier 2010, et le Premier ministre, estimant « ne pas avoir d'autre choix que de suivre le diagnostic des médecins », l'accepte, le remplaçant par le Vice-Premier ministre Naoto Kan. Le passage de témoin officiel entre les deux hommes a lieu le lendemain. Au-delà de ses ennuis de santé, certains analystes, dont l'éditeur du journal Inside Line Takao Toshikawa, le professeur à l'université Meiji de Tōkyō Masaru Takagi ou encore celui à l'université Keiō Yoshiaki Kobayashi, y voient le signe de relations de plus en plus conflictuelles entre Fujii et le secrétaire général du PDJ Ichirō Ozawa. Ce dernier avait fait notamment pression sur Yukio Hatoyama, avec succès, en décembre 2009 pour maintenir les surtaxes routières représentant un revenu total pour l'État de 2,5 billions de yens en moyenne par an, malgré la promesse de campagne du PDJ de mettre fin à ce surplus afin d'aider à la consommation et que Fujii qualifiait « de partie extrêmement importante du programme » électoral du parti.

### Conseiller de Naoto Kan puis de Noda
Hirohisa Fujii revient au gouvernement lors du deuxième remaniement de l'administration de Naoto Kan du 14 janvier 2011, en tant que l'un des trois Secrétaires généraux adjoints du Cabinet. Le Premier ministre ayant annoncé sa volonté d'entreprendre une réforme profonde de la fiscalité, incluant une hausse de la taxe sur la consommation, il a ainsi nommé plusieurs figures partisanes de cette augmentation pour la mettre en œuvre dont, outre Fujii et Yoshihiko Noda qui est maintenu alors au ministère des Finances, Kaoru Yosano (qui jusque-là siégeait dans l'opposition) comme ministre d'État à la Politique économique et fiscale et à la Réforme totale de la Sécurité sociale et de la Fiscalité. La nomination de Fujii est également présentée comme un apport d'expérience pour seconder le nouveau secrétaire général du Cabinet, le relativement jeune (46 ans) Yukio Edano.
Après le séisme de la côte Pacifique du Tōhoku du 11 mars 2011 et ses conséquences (tsunami, dégâts humains et matériels, accidents nucléaires de Fukushima), Hirohisa Fujii cède le 17 mars son poste de secrétaire général adjoint du Cabinet au président délégué du PDJ Yoshito Sengoku et obtient à la place celui de conseiller spécial auprès du Premier ministre Naoto Kan, chargé des réformes fiscales et de la sécurité sociale ainsi que de la coordination interministérielle. Il fait donc partie de l'équipe rapprochée organisée par le chef du gouvernement pour coordonner les efforts politiques de gestion de crise et de reconstruction.
Après la démission forcée de Naoto Kan, avec des pressions au sein même du PDJ de la part des partisans d'Ichirō Ozawa, et l'élection pour lui succéder de Yoshihiko Noda, Hirohisa Fujii n'est pas reconduit comme conseiller spécial auprès du nouveau Premier ministre. Il reste toutefois l'un des conseillers les plus écoutés de cette « deuxième génération démocrate » des factions Maehara-Edano, Noda et Genba, qui est arrivée alors sur le premier plan du parti et du gouvernement, incarnée par des personnalités comme Yoshihiko Noda (président et Premier ministre), Seiji Maehara (président du conseil de recherche politique jusqu'en septembre 2012), Katsuya Okada (promu au rang de « Conseiller suprême » aux côtés de Fujii, entre autres, et devenu « Vice-Premier ministre » en janvier 2012), Yukio Edano (ministre de l'Économie), Kōichirō Genba (ministre des Affaires étrangères), Jun Azumi (ministre des Finances puis secrétaire général délégué à partir de septembre 2012) ou Gōshi Hosono (ministre de l'Environnement et de la prévention des Accidents nucléaires puis président du conseil de recherche politique à partir de septembre 2012). Il partage surtout avec eux leur volonté de faire voter la réforme fiscale et de la sécurité sociale (ce qui est chose faite en août 2012) dont il reste l'un des principaux promoteurs en tant que président de la commission des impôts du PDJ. Mais il les rejoint aussi désormais dans leur opposition franche à l'égard d'Ichirō Ozawa et de sa faction, dont Fujii ne fait plus partie.
Il reste l'une des personnalités politiques les plus écoutées, intervenant régulièrement dans les médias pour commenter l'actualité. Cela reste tout particulièrement vrai sur les questions financières et fiscales, proposant notamment le 3 septembre 2012 de lancer une réflexion sur la baisse voir la suppression de la taxe sur l'acquisition des voitures afin de compenser la hausse de celle sur la consommation, ceci afin d'éviter de trop grever le pouvoir d'achat des ménages, la consommation intérieure et de là l'industrie automobile. Mais il intervient également sur d'autres thèmes. C'est le cas par exemple à la suite de l'escalade des tensions entre le Japon et la république populaire de Chine durant l'été et l'automne 2012 concernant le différend territorial sur les îles Senkaku. Connu pour être l'une des « colombes » du PDJ, partisans d'une plus forte intégration du Japon dans son environnement régional passant par une coopération accrue avec ses voisins, il appelle à un retour au dialogue et à l'adoption d'une attitude plus modérée du gouvernement et en règle générale de l'opinion publique japonaise sur la question. Ainsi, le 23 septembre 2012, dans un entretien accordé à la chaîne NHK, il appelle à un retour au statu quo établi lors du rétablissement des relations diplomatiques entre les deux pays en 1972 et visant à mettre de côté la question tant qu'elle reste chargée d'une trop forte valeur émotionnelle. Hirohisa Fujii déclare en effet : « Nous devons respecter la proposition avancée par les anciens dirigeants chinois Zhou Enlai et Deng Xiaoping, qui consiste à mettre nos disputes de côté ». De même, il appelle par la même occasion les jeunes Japonais à davantage étudier l'histoire pour se familiariser et reconnaître un certain nombre de faits et périodes, comme la colonisation japonaise de la Corée ou la guerre d'agression contre la Chine.
Après la décision prise par Yoshihiko Noda de dissoudre la Chambre des représentants le 16 novembre 2012 (à laquelle Hirohisa Fujii s'est opposé), il annonce ne pas se représenter aux élections législatives anticipées organisées le 16 décembre suivant. Il est néanmoins actif durant la campagne, menant plusieurs attaques contre le programme économique du PLD et notamment sur le projet de l'opposition de réduire l'indépendance de la Banque du Japon et de la forcer à acheter des obligations d'État pour financer des grands travaux. Hirohisa Fujii fait alors un parallèle avec la politique monétaire menée pendant la Seconde Guerre mondiale, faisant valoir que, pour lui, « réviser la loi sur la Banque du Japon signifierait un retour à la législation de 1942 », qu'il décrit en ces termes : « La banque souscrivait à la machine de guerre, permettant au gouvernement japonais de mener des guerres folles ».